# Malajská abeceda
Moderní malajská abeceda (malajsky, Tulisan Rumi, "písmo Rumi") se skládá z 26 písmen základní abecedy ISO Latin bez diakritiky. Je výsledkem reformy z roku 1972 a společně ji užívá řada malajsko-indonéských jazyků. Je již častěji užívaným písmem pro malajštinu (vedle Džáví, modifikovaného arabského písma). Latinková malajská abeceda je úředním písmem v Indonésii, Malajsii  a Singapuru a vedle džáví i v Bruneji.
Historicky se používala různá písma pro zápis staromalajštiny (Pallava, Kawi, Rencong) a byla nahrazena džávím s šířením islámu. Příchod evropských kolonizátorů přinesl na Malajské souostroví latinku.
Protože země mluvící malajsky si rozdělily dvě koloniální mocnosti (Nizozemsko a Británie), hláskování malaského písma má dvě odlišné verze: nizozemskou v Indonésii a britskou v Malajsii.  Převážná většina zvuků se zapisuje shodně, ale několik rozdílů ve čtení znaků se zachovalo.
Reforma v roce 1972 sjednotila malajskou a indonéskou verzi a odstranila jediné diakritické (a navzájem protichůdné) rozlišování hlásek  /e/ a /ə/ vyznačované v indonéštině a malajštině a sjednotila je na jeden znak e. Před reformou se psala indonéská hláska /e/ znakem é a hláska /ə/ jako písmeno e a malajská hláska /e/ naopak jako znak e, kdežto hláska /ə/ jako písmeno ĕ.

## Hláskování a čtení písmen
Přestože písmena zapisují shodné znaky ve všech zemích užívajících malajské jazyky, názvy písmen (hláskování) se užívají jiné v Indonésii, která se drží nizozemského vzoru, a v ostatních zemích s malajštinou, které navazují na anglickou abecední tradici. Malajská abeceda má fonémický pravopis (jako čeština) s několika výjimkami. Písmena Q, V a X se používají zřídka, ve výpůjčkách z jazyků, kde se vyskytují.
| Písmeno | Název     | Název                       | Hláska                      | Hláska      | Hláska                 |
| Písmeno | Indonésie | Malajsie, Brunej a Singapur | IPA                         | IPA         | Poznámka k výslovnosti |
| Písmeno | Indonésie | Malajsie, Brunej a Singapur | Malajsie, Brunej a Singapur | Indonésie   | Poznámka k výslovnosti |
| ------- | --------- | --------------------------- | --------------------------- | ----------- | ---------------------- |
| Aa      | a         | e                           | /a/                         | /a/         | a                      |
| Aa      | a         | e                           | /ə/                         | /ə/         | nezřetelné „e“, šva    |
| Bb      | bé        | bi                          | /b/                         | /b/         | b                      |
| Cc      | cé        | si                          | /t͡ʃ/                        | /t͡ʃ/        | č                      |
| Dd      | dé        | di                          | /d/                         | /d/         | d                      |
| Ee      | é         | i                           | /ə/                         | /ə/         | nezřetelné „e“, šva    |
| Ee      | é         | i                           | /e/                         | /e/         | e                      |
| Ee      | é         | i                           | /e/                         | /ɪ/         | e až i                 |
| Ee      | é         | i                           | /ɛ/                         | /ɛ/         | e                      |
| Ff      | éf        | éf                          | /f/                         | /f/         | f                      |
| Gg      | gé        | ji                          | /ɡ/                         | /ɡ/         | g                      |
| Hh      | ha        | héc                         | /h/                         | /h/         | h                      |
| Ii      | i         | ai                          | /i/                         | /i/         | i                      |
| Ii      | i         | ai                          | /e/                         | /ɪ/         | i                      |
| Jj      | jé        | jé                          | /d͡ʒ/                        | /d͡ʒ/        | dž                     |
| Kk      | ka        | ké                          | /k/                         | /k/         | k (bez přídechu)       |
| Ll      | él        | él                          | /l/                         | /l/         | l                      |
| Mm      | ém        | ém                          | /m/                         | /m/         | m                      |
| Nn      | én        | én                          | /n/                         | /n/         | n                      |
| Oo      | o         | o                           | /o/                         | /o/         | o                      |
| Oo      | o         | o                           | /o/                         | /ʊ/         | o                      |
| Oo      | o         | o                           | /ɔ/                         | /ɔ/         | o                      |
| Pp      | pé        | pi                          | /p/                         | /p/         | p (bez přídechu)       |
| Qq      | qi        | kiu                         | /q/ ~ /k/                   | /q/ ~ /k/   | k (měkčí až obyčejné)  |
| Rr      | ér        | ar                          | /r/                         | /r/         | r                      |
| Ss      | és        | és                          | /s/                         | /s/         | s                      |
| Tt      | té        | ti                          | /t/                         | /t/         | t (bez přídechu)       |
| Uu      | u         | yu                          | /u/                         | /u/         | u                      |
| Uu      | u         | yu                          | /o/                         | /ʊ/         | o                      |
| Vv      | vé        | vi                          | /v/ ~ /f/                   | /v/ ~ /f/   | v                      |
| Ww      | wé        | dabel yu                    | /w/                         | /w/         | w (souhláskové u)      |
| Xx      | éks       | éks                         | /ks/ or /z/                 | /ks/ or /z/ | x až z                 |
| Yy      | yé        | wai                         | /j/                         | /j/         | j                      |
| Zz      | zét       | zed                         | /z/ ~ /s/                   | /z/ ~ /s/   | z                      |

Některé samohlásky se vyslovují trochu jinak v Malajsii a na Sumatře a hláskující podle toho i hláskovali: tujuh se vyslovuje jako tujoh, rambut jako rambot, kain jako kaen apod. Podobné nečetné odlišnosti se vyskytují i jinde.

## Spřežky
Také jsou ale spřežky (dvojznaky), které nejsou zvukově totožné jako spojení jednotlivých písmen:
| Spřežka | hláska                        | hláska              | hláska                    |
| Spřežka | IPA                           | IPA                 | přibližně česky           |
| Spřežka | Malajsie, Brunej and Singapur | Indonésie (odlišné) | přibližně česky           |
| ------- | ----------------------------- | ------------------- | ------------------------- |
| ai      | /ai̯/                          | /ai̯/                | aj                        |
| au      | /au̯/                          | /au̯/                | au                        |
| oi      | /oi̯                           | /ʊi̯/                | oj                        |
| gh      | /ɣ/ ~ /x/                     | /ɣ/ ~ /x/           | g až ch                   |
| kh      | /x/                           | /x/                 | ch                        |
| ng      | /ŋ/                           | /ŋ/                 | nosovka ng jako n v banka |
| ny      | /ɲ/                           | /ɲ/                 | ň                         |
| sy      | /ʃ/                           | /ʃ/                 | š                         |